# Angula

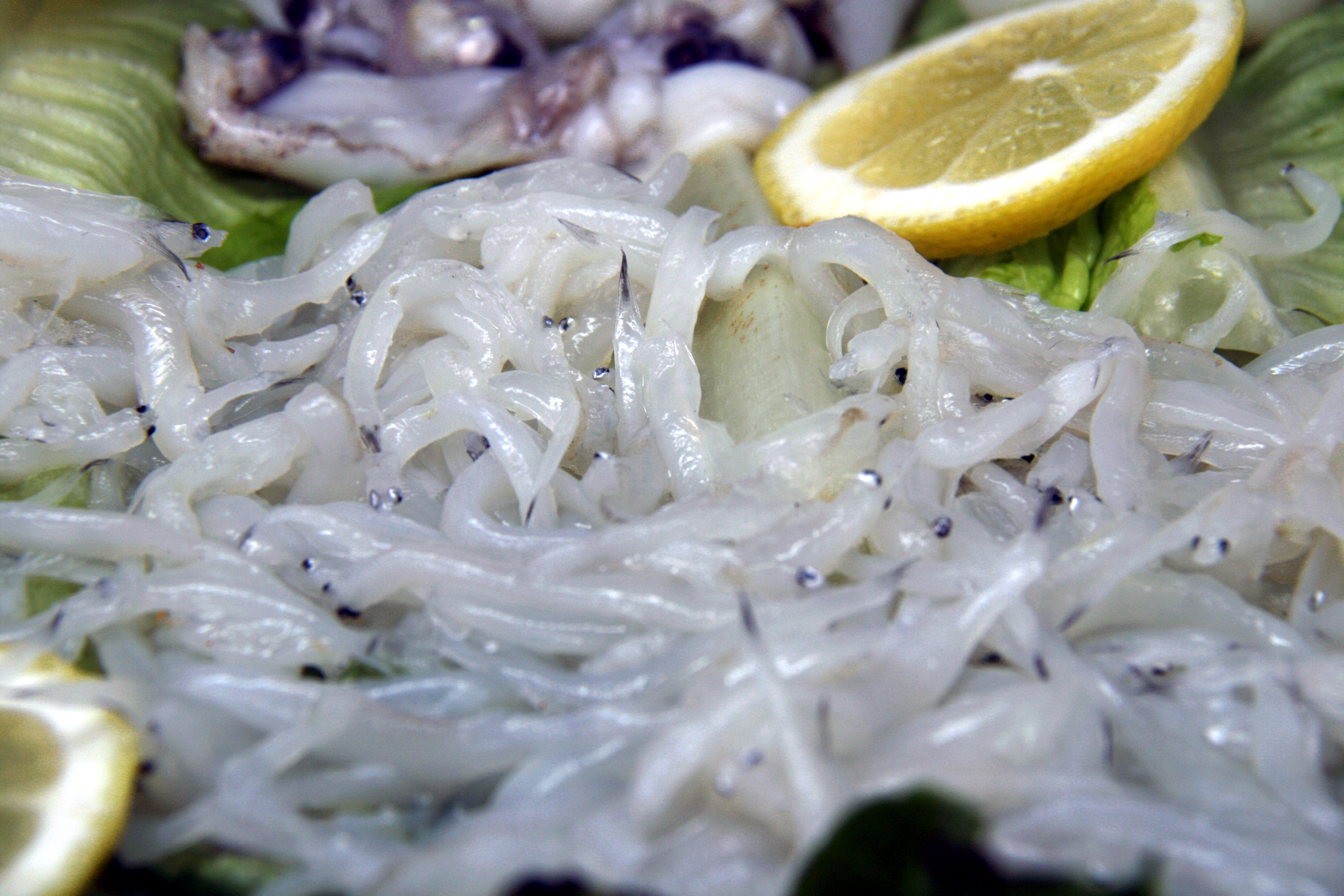
Angules crues, a punt per a la seva preparació.

L'angula (Anguilla anguilla) és l'aleví de l'anguila, una espècie de peix teleosti de l'ordre dels anguil·liformes. És l'únic aleví permès per les lleis de pesca. Quan es troba als mercats de peix sol tenir 1 gram de pes, mesura una mica menys de 8 centímetres de longitud i té entre dos o tres anys de vida. Les angules comercialitzades solen estar cuites, en cas d'estar vives són transparents. Es solen presentar envasades al buit. Aquest peix, a causa del seu elevat preu al mercat, té un succedani de surimi més barat, conegut com a "gula" (nom pres d'una marca comercial).

## Característiques
L'anguila realitza llargues migracions per reproduir-se, des dels rius europeus (a Espanya), fins als llocs per la fresa. Alguns exemplars realitzen un recorregut de més de 5.000 km al llarg de 2 o 3 anys per arribar-hi des d'Europa. Durant el recorregut no li cal alimentar-se. Pot serpentejar per terra ferma durant diversos quilòmetres respirant a través de la pell.
En les primeres etapes del seu naixement totes són femelles, i amb el temps algunes canvien de sexe. Són incolores (transparents) i posseeixen una grandària de 5 a 6 cm. Les angules que sobreviuen en els rius van canviant de color: l'anguila groga té el llom de color cafè i en passar el temps canvia a verd i finalment a platejat.

## Usos culinaris
A Espanya era tradicional en les gastronomies de Biscaia i Guipúscoa però la seva popularitat s'ha estès a altres parts del territori. El plat més conegut és angules a la bilbaïna, servit en una cassola de fang amb all i bitxo fumat. Es coneix, però també en la cuina francesa de les comarques de Nantes, La Rochelle i Bordeus.
Les angules es compren ja precuinades, generalment envasades al buit, en aquest cas tenen un color blanc o lleugerament negre. Depèn fonamentalment del temps que han passat al riu, les negres han passat més temps i són generalment menys valorades. En el cas d'adquirir-les vives se solen matar amb tabac dissolt en aigua, després es renten (amb l'objecte principal de treure la bava) i posteriorment es couen en una salmorra on adquireixen el color blanc habitual.
Les angules precuinades anteriors es poden preparar de diverses maneres. Una recepta típica és amb nyora i all.

## Succedani de l'angula
Els elevats preus de l'angula als mercats de peix espanyols són el resultat d'una sobrepesca de l'anguila i de pertorbacions ambientals a l'entorn de la seva migració anual. Aquesta situació ha fet que es faci molt popular un succedani d'ella elaborat amb surimi a base d'abadejo procedent d'Alaska. És popularment conegut com a "gula", nom que realment correspon a una marca comercial concreta del producte. Per elaborar un quilo de surimi són necessaris cinc quilos de peix. La indústria alimentària ha anat millorant a poc a poc les qualitats i les similituds, i des de fa temps són majoritaris els succedanis que imiten els colors grisosos i ulls de l'angula original.